# Urmas Reinsalu

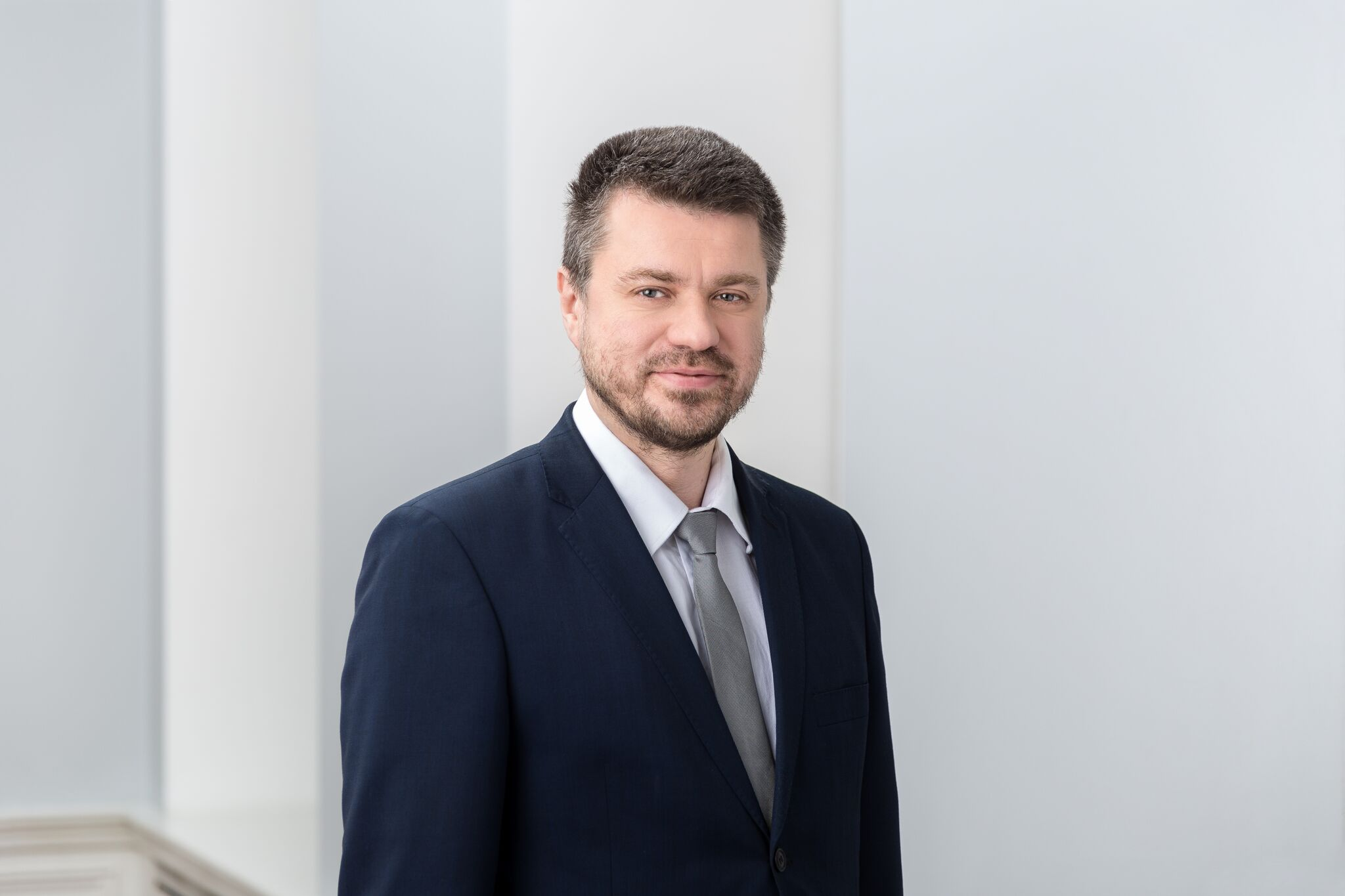
Urmas Reinsalu (2017)

Urmas Reinsalu (* 22. Juni 1975 in Tallinn) ist ein estnischer Politiker. Von 2012 bis 2015 und seit 2023 war bzw. ist er Parteivorsitzender der konservativen Isamaa ja Res Publica Liit / Isamaa. Von April 2015 bis April 2019 war Reinsalu estnischer Justizminister, anschließend bis Januar 2021 Außenminister der Republik Estland. Diesen Posten hatte er nochmals zwischen dem 18. Juli 2022 und 17. April 2023 inne.

## Leben
Urmas Reinsalu legte 1993 sein Abitur in Tallinn ab. Bis 1997 studierte er Rechtswissenschaft an der Universität Tartu.

### Politik
Bereits seit 1992 ist Reinsalu politisch aktiv. 1996/97 war er Referent im estnischen Justizministerium. Er war gleichzeitig Mitglied der Verfassungskommission. 1997/98 war er innenpolitischer Berater des estnischen Staatspräsidenten Lennart Meri. Von 1998 bis 2001 leitete Reinsalu die estnische Präsidialkanzlei.
Anschließend ging Urmas Reinsalu in die aktive Parteipolitik. 2001/2002 war Reinsalu politischer Sekretär der konservativen Parteineugründung Res Publica. Die Partei vereinigte sich 2006 mit der Vaterlandsunion (Isamaaliit) zur Isamaa ja Res Publica Liit (IRL). Seit 2002 gehört Reinsalu dem Vorstand der Partei an, die sich seit 2018 nur noch als Isamaa bezeichnet.
Von 2003 bis 2012 war Reinsalu Mitglied des estnischen Parlaments (Riigikogu). Bis Mai 2012 war er Fraktionsvorsitzender der IRL. Im Januar 2012 wurde Urmas Reinsalu als Nachfolger von Mart Laar zum Parteivorsitzenden der IRL gewählt.
Am 11. Mai 2012 wurde Urmas Reinsalu als Nachfolger des erkrankten Mart Laar von Staatspräsident Toomas Hendrik Ilves zum neuen Verteidigungsminister der Republik Estland ernannt. Er trat sein Amt am 14. Mai an. Urmas Reinsalu schied am 26. März 2014 mit dem Ende der Regierungskoalition aus dem Kabinett aus und war seitdem wieder Fraktionsvorsitzender der IRL im estnischen Parlament.
Vom 9. April 2015 bis 23. November 2016 war Urmas Reinsalu im Kabinett Rõivas II von Ministerpräsident Taavi Rõivas estnischer Justizminister. Den gleichen Posten übernahm er in der Nachfolgeregierung von Jüri Ratas (Kabinett Ratas I). Nach der Parlamentswahl 2019 übernahm Reinsalu am 29. April 2019 den Posten des Außenministers im Kabinett Ratas II. Aus diesem Amt schied er am 26. Januar 2021, nach dem Rücktritt der Regierung, aus und kehrte als Abgeordneter ins Parlament zurück. Nachdem Kaja Kallas erste Regierungskoalition nach nur anderthalb Jahren zerbrach, wurde die Isamaa wieder Teil der Regierung und Reinsalu übernahm im Kabinett K. Kallas II erneut den Posten des Außenministers. Im, seit 17. April 2023 regierenden, Kabinett K. Kallas III übernahm Margus Tsahkna das Amt.
Reinsalu wurde im Mai 2015 von Russland mit einem Einreiseverbot belegt.

### Kontroversen
Im Jahr 2012 wurde Urmas Reinsalu dafür kritisiert, das sogenannte „Valentinstagsgesetz“ zu unterstützen, das estnische Veteranen des Zweiten Weltkriegs, die auf der Seite Nazideutschlands gekämpft hatten (darunter Mitglieder der 20. Waffengrenadier-Division der SS), zu „Freiheitskämpfern“ erklärte. Zudem nahm er an einer Veranstaltung der Union der estnischen Freiheitskämpfer (eine Organisation dieser Veteranen) auf der Insel Saaremaa teil. Bei seinem Besuch hielt Reinsalu eine Laudatio auf die Veteranen für die „Befreiung Estlands“. Später, im Juli 2013, schickte er seine Grüße an die Union der estnischen Freiheitskämpfer und lobte die Organisation dafür, „die Ideale der Freiheit am Leben zu erhalten.“
Im Januar 2014 zog Urmas Reinsalu erneut Zorn auf sich, weil er dem Waffen-SS-Veteranen Harald Nugiseks, der Träger der höchsten militärischen Auszeichnung Nazideutschlands, des Ritterkreuzes des Eisernen Kreuzes war, im Rahmen einer Ehrenbeerdigung würdigte.

### Privates
Urmas Reinsalu ist verheiratet und hat zwei Töchter.